# Грб Норвешке
Грб Норвешке је званични хералдички симбол Краљевине Норвешке. Грб је представљен шпанским (овалним) штитом са златним, крунисаним, пропетим лавом са секиром на црвеном пољу. Грб је крунисан и круном на штиту. Ова круна означава да је Норвешка монархија, лавља круна је историјски симбол средњовековне Норвешке, док је секира историјски повезана са викинзима и израдом дрвених бродова.
Грб Норвешке је један од најстаријих у Европи и према неким подацима датира из 13. века. Сам изглед је временом трпео одређене измене (нпр. дужина секире), али је генерална композиција остајала иста. Мотив лава са секиром је главни мотив и грба норвешке краљевске породице, уз још неке додатне елементе.